# Bodegraven
Bodegraven (phát âmⓘ) là một đô thị ở phía tây Hà Lan, trong tỉnh Zuid-Holland. Đô thị này có diện tích 38,50 km² (14,86 mile²) trong đó 1,02 km² (0,39 mile²) là diện tích mặt nước.
Đô thị Bodegraven also bao gồm các cộng đồng Meije, và Nieuwerbrug.
Bodegraven nằm ở trung tâm xanh của Randstad, có khoảng cách gần như đều (khoảng 30 km) so với Amsterdam, Rotterdam, The Hague, và Utrecht. Các đô thị giáp ranh (từ phía bắc theo chiều kim đồng hồ): Nieuwkoop, Woerden, Reeuwijk, Boskoop, và Alphen aan den Rijn.